# Enclave marítimo de Ojotsk

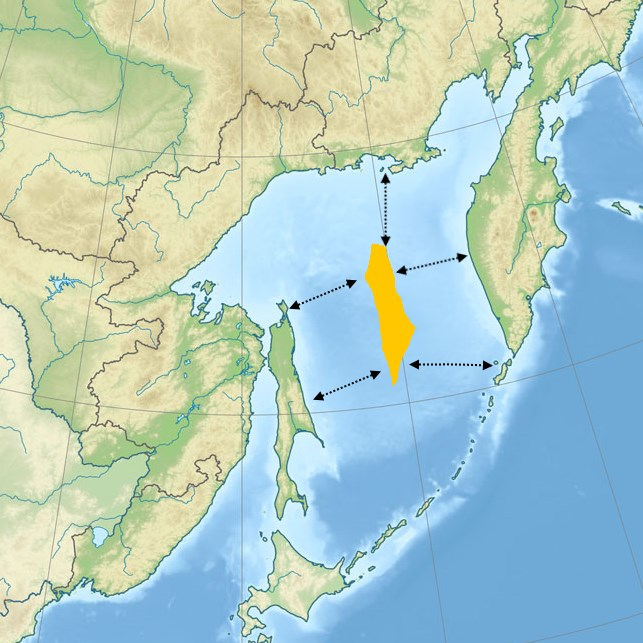
Ubicación aproximada del enclave marítimo de Ojotsk.

El enclave marítimo de Ojotsk, apodado el Agujero de cacahuete o de maní por su forma asemejada al fruto de la arachis hypogaea, fue una zona pelágica en el centro del mar de Ojotsk cuyo estatus fue objeto de disputas internacionales a comienzos de la década de 1990 y principios del siglo XXI, aunque desde marzo de 2014 el fondo marino y el subsuelo son legalmente parte de la plataforma continental de Rusia.
El enclave comprendía un área de unos 55 kilómetros de ancho y 480 kilómetros de largo, y estaba rodeado por la zona económica exclusiva (ZEE) de Rusia, que se extendía desde las costas de la península de Kamchatka, las islas Kuriles, Sajalín y el territorio continental ruso (krai de Jabárovsk y óblast de Magadán). No obstante, el Agujero de cacahuete no estaba en la ZEE de Rusia al situarse a más de 200 millas náuticas (370 km) de la costa.
Las ZEE no son áreas de soberanía, pero sí áreas de ciertos derechos soberanos y jurisdicción funcional. Dado que el enclave marítimo no estaba en la ZEE rusa, cualquier país podía pescar allí, y algunos comenzaron a hacerlo en grandes cantidades en 1991, llevándose hasta un millón de toneladas de abadejo en 1992. La Federación de Rusia consideró que esto representaba un peligro para las poblaciones de peces rusas, ya que los peces entran y salen del enclave desde la ZEE rusa.
En 1993, China, Japón, Polonia, Rusia y Corea del Sur acordaron dejar de pescar en Agujero de maní hasta que las poblaciones de abadejo se recuperaran, pero sin llegar a un acuerdo sobre cómo proceder después de eso. Posteriormente, el Acuerdo de las Naciones Unidas sobre las poblaciones de especies tranzonales y migratorias, que entró en vigor en 2001, creó un marco destinado a ayudar a implementar la gestión cooperativa de los peces transzonales, es decir, aquellos que se desplazan desde alta mar hacia las ZEE y viceversa.
La Federación de Rusia solicitó a las Naciones Unidas que declararan el enclave marítimo de Ojotsk como parte de la plataforma continental de Rusia. En noviembre de 2013, un subcomité de las Naciones Unidas aceptó la solicitud rusa y en marzo de 2014 la Comisión de las Naciones Unidas sobre los Límites de la Plataforma Continental falló a favor de la Federación Rusa.